# UCI World Tour 2012
L'UCI World Tour 2012 fou la segona edició de la competició ciclista UCI World Tour, la continuació del Calendari mundial UCI i de l'UCI ProTour. A les 27 proves de l'edició del 2011 se li n'afegí una de nova, el Gran Premi E3.
El català Joaquim Rodríguez (Katusha) en fou el vencedor, després d'imposar-se a Bradley Wiggins (Team Sky) i al belga Tom Boonen (Omega Pharma-Quick Step). L'equip britànic Sky es va imposar en la classificació per equips.

## Evolució
El calendari, que va ser fet públic el 25 de setembre de 2011 per l'UCI, presentà tres novetats respecte a l'edició anterior:
- El Gran Premi E3 s'incorporà al programa i es disputà dos dies abans de la Gant-Wevelgem.
- La Volta a Polònia es desplaçà al mes de juliol, corrent-se al mateix temps que el Tour de França.
- La Volta a Llombardia es mantingué una setmana després de la disputa del campionat del món. El Tour de Pequín passà a ser la darrera prova del calendari World Tour.

Com el 2011, només els ciclistes membres d'un equip amb llicència ProTour podien sumar punts.

## Equips
Els divuit equips que tenien llicència ProTour havien de participar en totes les curses del calendari.
| Nom de l'equip          | País          | Codi |
| ----------------------- | ------------- | ---- |
| AG2R La Mondiale        | França        | ALM  |
| Astana Qazaqstan Team   | Kazakhstan    | AST  |
| BMC Racing Team         | Estats Units  | BMC  |
| Euskaltel–Euskadi       | Espanya       | EUS  |
| FDJ-BigMat              | França        | FDJ  |
| Garmin-Sharp            | Estats Units  | GRS  |
| Orica-GreenEDGE         | Austràlia     | OGE  |
| Team Katusha            | Rússia        | KAT  |
| Lampre-ISD              | Itàlia        | LAM  |
| Liquigas-Cannondale     | Itàlia        | LIQ  |
| Lotto-Belisol           | Bèlgica       | LTB  |
| Movistar Team           | Espanya       | MOV  |
| Omega Pharma-Quick Step | Bèlgica       | OPQ  |
| Rabobank ProTeam        | Països Baixos | RAB  |
| RadioShack-Nissan       | Luxemburg     | RNT  |
| Team Saxo-Tinkoff       | Dinamarca     | STB  |
| Team Sky                | Regne Unit    | SKY  |
| Vacansoleil-DCM         | Països Baixos | VCD  |

## Calendari i resultats
|    | Data                     | Nom de la cursa                  | País                    | Vencedor                         | Classificació individual | Classificació per equips | Classificació per país |
| -- | ------------------------ | -------------------------------- | ----------------------- | -------------------------------- | ------------------------ | ------------------------ | ---------------------- |
| 1  | 17-22 de gener           | Tour Down Under                  | Austràlia               | Simon Gerrans (AUS)              | Simon Gerrans (AUS)      | RadioShack-Nissan        | Austràlia              |
| 2  | 4-11 de març             | París-Niça                       | França                  | Bradley Wiggins (GBR)            | Alejandro Valverde (ESP) | Team Sky                 | Espanya                |
| 3  | 7-13 de març             | Tirrena-Adriàtica                | Itàlia                  | Vincenzo Nibali (ITA)            | Alejandro Valverde (ESP) | RadioShack-Nissan        | Espanya                |
| 4  | 17 de març               | Milà-Sanremo                     | Itàlia                  | Simon Gerrans (AUS)              | Simon Gerrans (AUS)      | RadioShack-Nissan        | Itàlia                 |
| 6  | 23 de març               | Gran Premi E3                    | Bèlgica                 | Tom Boonen (BEL)                 | Simon Gerrans (AUS)      | RadioShack-Nissan        | Espanya                |
| 5  | 19-25 de març            | Volta a Catalunya                | Catalunya               | Michael Albasini (SUI)           | Simon Gerrans (AUS)      | GreenEDGE                | Espanya                |
| 7  | 25 de març               | Gant-Wevelgem                    | Bèlgica                 | Tom Boonen (BEL)                 | Simon Gerrans (AUS)      | Team Sky                 | Espanya                |
| 8  | 1 d'abril                | Tour de Flandes                  | Bèlgica                 | Tom Boonen (BEL)                 | Tom Boonen (BEL)         | Liquigas-Cannondale      | Bèlgica                |
| 9  | 2-7 d'abril              | Volta al País Basc               | País Basc               | Samuel Sánchez (ESP)             | Tom Boonen (BEL)         | Omega Pharma-Quick Step  | Espanya                |
| 10 | 8 d'abril                | París-Roubaix                    | França                  | Tom Boonen (BEL)                 | Tom Boonen (BEL)         | Omega Pharma-Quick Step  | Espanya                |
| 11 | 15 d'abril               | Amstel Gold Race                 | Països Baixos           | Enrico Gasparotto (ITA)          | Tom Boonen (BEL)         | Omega Pharma-Quick Step  | Espanya                |
| 12 | 18 d'abril               | Fletxa Valona                    | Bèlgica                 | Joaquim Rodríguez (CAT)          | Tom Boonen (BEL)         | Omega Pharma-Quick Step  | Espanya                |
| 13 | 22 d'abril               | Lieja-Bastogne-Lieja             | Bèlgica                 | Maksim Iglinski (KAZ)            | Tom Boonen (BEL)         | Omega Pharma-Quick Step  | Espanya                |
| 14 | 24-29 d'abril            | Tour de Romandia                 | Suïssa                  | Bradley Wiggins (GBR)            | Tom Boonen (BEL)         | Omega Pharma-Quick Step  | Espanya                |
| 15 | 5-27 de maig             | Giro d'Itàlia                    | Itàlia                  | Ryder Hesjedal (CAN)             | Joaquim Rodríguez (CAT)  | Team Katusha             | Espanya                |
| 16 | 3-10 de juny             | Critèrium del Dauphiné           | França                  | Bradley Wiggins (GBR)            | Joaquim Rodríguez (CAT)  | Team Sky                 | Espanya                |
| 17 | 9-17 de juny             | Volta a Suïssa                   | Suïssa                  | Rui Alberto Faria da Costa (POR) | Joaquim Rodríguez (CAT)  | Team Sky                 | Espanya                |
| 19 | 10-16 de juliol          | Volta a Polònia                  | Polònia                 | Moreno Moser (ITA)               | Joaquim Rodríguez (CAT)  | Team Sky                 | Espanya                |
| 18 | 30 de juny-22 de juliol  | Tour de França                   | França                  | Bradley Wiggins (GBR)            | Bradley Wiggins (GBR)    | Team Sky                 | Espanya                |
| 20 | 6-12 d'agost             | Eneco Tour                       | Països Baixos · Bèlgica | Lars Boom (NED)                  | Bradley Wiggins (GBR)    | Team Sky                 | Espanya                |
| 21 | 14 d'agost               | Clàssica de Sant Sebastià        | País Basc               | Luis León Sánchez (ESP)          | Bradley Wiggins (GBR)    | Team Sky                 | Espanya                |
| 23 | 19 d'agost               | Vattenfall Cyclassics            | Alemanya                | Arnaud Démare (FRA)              | Bradley Wiggins (GBR)    | Team Sky                 | Espanya                |
| 24 | 26 d'agost               | GP Ouest France-Plouay           | França                  | Edvald Boasson Hagen (NOR)       | Bradley Wiggins (GBR)    | Team Sky                 | Espanya                |
| 25 | 7 de setembre            | Gran Premi Ciclista de Quebec    | Canadà                  | Simon Gerrans (AUS)              | Bradley Wiggins (GBR)    | Team Sky                 | Espanya                |
| 22 | 18 d'agost-9 de setembre | Volta a Espanya                  | Espanya                 | Alberto Contador (ESP)           | Bradley Wiggins (GBR)    | Team Sky                 | Espanya                |
| 26 | 9 de setembre            | Gran Premi Ciclista de Mont-real | Canadà                  | Lars Petter Nordhaug (NOR)       | Bradley Wiggins (GBR)    | Team Sky                 | Espanya                |
| 27 | 29 de setembre           | Giro de Llombardia               | Itàlia                  | Joaquim Rodríguez (CAT)          | Joaquim Rodríguez (CAT)  | Team Sky                 | Espanya                |
| 28 | 10-14 d'octubre          | Tour de Pequín                   | R.P. de la Xina         | Tony Martin (GER)                | Joaquim Rodríguez (CAT)  | Team Sky                 | Espanya                |

## Classificacions

### Classificació individual
Ciclistes amb el mateix nombre de punt estan classificats segons el nombre de victòries, segons posicions, terceres i així successivament en les proves del World Tour.
| Pos. | Nom                         | Equip                   | Punts |
| ---- | --------------------------- | ----------------------- | ----- |
| 1    | Joaquim Rodríguez (CAT)     | Team Katusha            | 692   |
| 2    | Bradley Wiggins (GBR)       | Team Sky                | 601   |
| 3    | Tom Boonen (BEL)            | Omega Pharma-Quick Step | 410   |
| 4    | Vincenzo Nibali (ITA)       | Liquigas-Cannondale     | 400   |
| 5    | Alejandro Valverde (ESP)    | Movistar Team           | 394   |
| 6    | Simon Gerrans (AUS)         | Orica-GreenEDGE         | 390   |
| 7    | Chris Froome (GBR)          | Team Sky                | 376   |
| 8    | Peter Sagan (SVK)           | Liquigas-Cannondale     | 351   |
| 9    | Samuel Sánchez (ESP)        | Euskaltel–Euskadi       | 332   |
| 10   | Rui Costa (POR)             | Movistar Team           | 320   |
| 11   | Edvald Boasson Hagen (NOR)  | Team Sky                | 317   |
| 12   | Alberto Contador (ESP)      | Team Saxo-Tinkoff       | 290   |
| 13   | Ryder Hesjedal (CAN)        | Garmin-Sharp            | 241   |
| 14   | Jurgen van den Broeck (BEL) | Lotto-Belisol           | 237   |
| 15   | Rigoberto Urán (COL)        | Team Sky                | 199   |
| 16   | Daniel Martin (IRL)         | Garmin-Sharp            | 196   |
| 17   | Michael Rogers (AUS)        | Team Sky                | 194   |
| 18   | Bauke Mollema (NED)         | Rabobank ProTeam        | 194   |
| 19   | Sergio Henao (COL)          | Team Sky                | 194   |
| 20   | Roman Kreuziger (CZE)       | Astana Qazaqstan Team   | 189   |
| 21   | Damiano Cunego (ITA)        | Lampre-ISD              | 184   |
| 22   | Michele Scarponi (ITA)      | Lampre-ISD              | 184   |
| 23   | Michael Albasini (SUI)      | Orica-GreenEDGE         | 183   |
| 24   | Cadel Evans (AUS)           | BMC Racing Team         | 182   |
| 25   | Óscar Freire (ESP)          | Team Katusha            | 181   |

- 248 ciclistes han aconseguit puntuar. 40 altres ciclistes han finalitzat en posicions que els haurien atorgat punts, però no ha estat així en pertànyer a equips que no són ProTour.[8]

### Classificació per equips
Aquesta classificació s'obté a partir de la suma dels 5 primers ciclistes de cada equip en la classificació individual, més la suma dels punts atorgats en la Contrarellotge per equips masculina (WTTT).
| Pos. | Equip                   | Punts | Cinc millors ciclistes                                                                 | WTTT |
| ---- | ----------------------- | ----- | -------------------------------------------------------------------------------------- | ---- |
| 1    | Team Sky                | 1767  | Wiggins (601), Froome (376), Boasson Hagen (317), Urán (199), Rogers (194)             | 80   |
| 2    | Team Katusha            | 1273  | Rodríguez (692), Freire (181), Kólobnev (110), D. Moreno (104), Špilak (86)            | 100  |
| 3    | Liquigas-Cannondale     | 1197  | Nibali (400), P. Sagan (351), Moser (175), Basso (88), Capecchi (53)                   | 130  |
| 4    | Omega Pharma-Quick Step | 1162  | Boonen (410), T. Martin (171), Terpstra (160), Chavanel (113), Kwiatkowski (108)       | 200  |
| 5    | Movistar Team           | 952   | Valverde (394), Costa (320), Intxausti (47), Kirienka (41), Castroviejo (40)           | 110  |
| 6    | Orica-GreenEDGE         | 920   | Gerrans (390), Albasini (183), Goss (114), Durbridge (56), Tuft (37)                   | 140  |
| 7    | BMC Racing Team         | 917   | Evans (182), Ballan (172), van Garderen (160), Van Avermaet (121), Gilbert (112)       | 170  |
| 8    | Rabobank ProTeam        | 799   | Mollema (194), Boom (148), L. L. Sánchez (143), Gesink (134), Breschel (60)            | 120  |
| 9    | Garmin-Sharp            | 762   | Hesjedal (241), D. Martin (196), Talansky (145), Haussler (70), Le Mével (40)          | 70   |
| 10   | Astana Qazaqstan Team   | 645   | Kreuziger (189), Gasparotto (150), Brajkovič (106), Iglinski (100), Gavazzi (100)      | 0    |
| 11   | Lotto-Belisol           | 625   | Van Den Broeck (237), Greipel (162), J. Vanendert (104), Meersman (70), Roelandts (52) | 0    |
| 12   | RadioShack-Nissan       | 619   | Cancellara (134), Horner (120), Zubeldia (94), Machado (92), F. Schleck (89)           | 90   |
| 13   | Euskaltel–Euskadi       | 555   | S. Sánchez (332), Nieve (98), I. Izagirre (46), Antón (44), Verdugo (35)               | 0    |
| 14   | Lampre-ISD              | 435   | Cunego (184), Scarponi (184), Ulissi (30), Petacchi (22), Niemiec (15)                 | 0    |
| 15   | Team Saxo-Tinkoff       | 401   | Contador (290), Majka (30), Tosatto (30), C. A. Sørensen (30), J. J. Haedo (21)        | 0    |
| 16   | Vacansoleil-DCM         | 364   | De Gendt (134), Westra (97), Hoogerland (51), Marczyński (45), Marcato (37)            | 0    |
| 17   | AG2R La Mondiale        | 315   | Nocentini (162), Roche (63), Péraud (42), Gadret (33), Belletti (15)                   | 0    |
| 18   | FDJ-BigMat              | 246   | Démare (87), Pinot (85), Jeannesson (40), Fédrigo (20), Ladagnous (14)                 | 0    |

### Classificació per país
La suma dels punts dels 5 primers ciclistes de cada país de la classificació individual dona lloc a la classificació per país.
| Pos. | País          | Punts | Millors cinc ciclistes                                                                |
| ---- | ------------- | ----- | ------------------------------------------------------------------------------------- |
| 1    | Espanya       | 1889  | Rodríguez (692), Valverde (394), S. Sánchez (332), Contador (290), Freire (181)       |
| 2    | Regne Unit    | 1163  | Wiggins (601), Froome (376), Cavendish (128), Swift (36), Thomas (22)                 |
| 3    | Itàlia        | 1115  | Nibali (400), Cunego (184), Scarponi (184), Moser (175), Ballan (172)                 |
| 4    | Bèlgica       | 1014  | Boonen (410), Van Den Broeck (237), De Gendt (134), Van Avermaet (121), Gilbert (112) |
| 5    | Austràlia     | 962   | Gerrans (390), Rogers (194), Evans (182), Goss (114), Porte (82)                      |
| 6    | Països Baixos | 733   | Mollema (194), Terpstra (160), Boom (148), Gesink (134), Westra (97)                  |
| 7    | Estats Units  | 530   | van Garderen (160), Talansky (145), Horner (120), Leipheimer (75), Danielson (30)     |
| 8    | Noruega       | 449   | Boasson Hagen (317), Nordhaug (122), Kristoff (9), Hushovd (1)                        |
| 9    | Alemanya      | 447   | T. Martin (171), Greipel (162), Gerdemann (51), Klöden (40), Wegmann (23)             |
| 10   | Portugal      | 412   | Costa (320), Machado (92)                                                             |
| 11   | Colòmbia      | 404   | Urán (199), Henao (194), Quintana (6), Anacona (4), Sarmiento (1)                     |
| 12   | França        | 367   | Chavanel (113), Démare (87), Pinot (85), Péraud (42), Le Mével (40)                   |
| 13   | Eslovàquia    | 361   | P. Sagan (351), P. Velits (10)                                                        |
| 14   | Suïssa        | 357   | Albasini (183), Cancellara (134), Zaugg (20), Tschopp (18), Frank (2)                 |
| 15   | Canadà        | 278   | Hesjedal (241), Tuft (37)                                                             |

- Ciclistes de 35 països han puntuat.